# Жагурта Хамрун
Жагурта Хамрун – Жужу (роден на 27 януари 1989 г.) е алжирски футболист, полузащитник, който играе за Стяуа (Букурещ).

## Кариера

### ЕА Гингам
Жужу е роден в град Бузеген, Алжир. На 5-годишна възраст, той се премества със семейството си във Франция, където се заселва в Ньой-сюр-Мар - източно предградие на Париж.
На 12-годишна възраст, Жужу започва да тренира футбол в ЕА Гингам. На 8 април 2008 г., подписва първия си професионален договор с ЕА Гингам за 3 години, а на 29 август 2008 г., той прави дебют Лига 2, като резерва в 83-та минута в мач от първенството срещу Седан. Договорът му не е подновен и той напуска Гингам.

### Черноморец
Подписва 3-годишен договор с Черноморец (Бургас) на 26 юли 2011. Дебютира на 6 август 2011 г. срещу Калиакра (Каварна). Само за няколко месеца прави фурор със синята фланелка и привлича интереса на клубове от Франция, Русия, Германия и Турция. Записва 14 мача и отбелязва 6 гола.

### Карабюкспор
На 18 януари 2012 г. е продаден на турския Карабюкспор за сумата от 600 000 €.

### Оцелул
През януари 2015 г. подписва до края на сезона с румънския Оцелул.

### Стяуа
През юли 2015 г. подписва за 3 години със Стяуа (Букурещ).

## Статистика по сезони
| Сезон    | Отбор           | Първенство           | Мачове | Голове |
| -------- | --------------- | -------------------- | ------ | ------ |
| 2008/09  | Гингам          | Лига 2               | 2      | 0      |
| 2009/10  | Гингам          | Лига 2               | 16     | 0      |
| 2010/11  | Гингам          | Национален шампионат | 3      | 0      |
| 2011/ес. | Черноморец (Бс) | А група              | 14     | 6      |
| 2012/пр. | Карабюкспор     | Турска Суперлига     | 8      | 0      |
| 2012/13  | Карабюкспор     | Турска Суперлига     | 20     | 0      |
| 2013/14  | Карабюкспор     | Турска Суперлига     | 13     | 1      |
| 2015/пр. | Оцелул          | Румънска лига I      | 11     | 4      |
| 2015/16  | Стяуа           | Румънска лига I      | 26     | 7      |
| 2016/17  | Стяуа           | Румънска лига I      | 4      | 1      |

## Отличия

### Гингам
- Носител на Купата на Франция (1): 2009

### Стяуа
- Носител на Купата на Лигата (1): 2016